# Biotech (groupe)
Pour les articles homonymes, voir Biotech.
Biotech est un groupe espagnol de rock, originaire d'Oviedo, dans les Asturies, actif entre 1995 et 2005.

## Histoire
Le groupe est formé en 1995 à Oviedo, dans les Asturies. En 1997, deux ans après, le groupe enregistre une démo intitulée Simbiosis. Leur premier album studio, intitulé Transgenic musica, sort en 2001. Ils décident de tournée dans toute l'Espagne en promotion à l'album, et participent à des festivals importants comme la VIIe édition du Derrame Rock, et font même la première partie de Slipknot lors de leur passage à Gijón en août 2002.
En 2003 sort l'album (In)divisible. En 2005, ils sortent leur dernier album en date, Inédito,. Le groupe devient ensuite inactif aux alentours de 2005. Deux de ses membres, Guillermo Mariño et Marcos Munguía (avec Marco Álvarez, ancien batteur d'Avalanch) forment le trio de rock alternatif MalaTesta, qui sort son premier album en 2022, intitulé El Instante perfecto. 

## Discographie
- 1997 : Simbiosis (démo)
- 2001 : Transgenic musica
- 2003 : (In)divisible
- 2005 : Inédito